# Bleiksøya
Bleiksøya  est une île de la commune de Andøy , en mer de Norvège dans le comté de Nordland en Norvège.

## Description
L'île de 0,15 km2 fait partie de l'archipel des Vesterålen. L'île se situe face au village de pêcheurs de Bleik et juste au sud d'Andenes sur l'île d'Andøya. C'est une île pyramidale escarpée avec des pentes herbeuses et des falaises entourées de ravines et d'éboulis rocheux.

### Réserve naturelle
Avec quelques îlots et récifs autour, l'île fait partie de la réserve naturelle de Bleiksøya. Avec ses eaux marines adjacentes, elle a été désignée zone importante pour la conservation des oiseaux (IBA) de 530 ha par BirdLife International (BLI) parce qu'elle abrite, ou a soutenu, une grande colonie de reproduction de macareux moines. En juin et la première quinzaine de juillet, il est interdit de débarquer sur l'île.

## Galerie

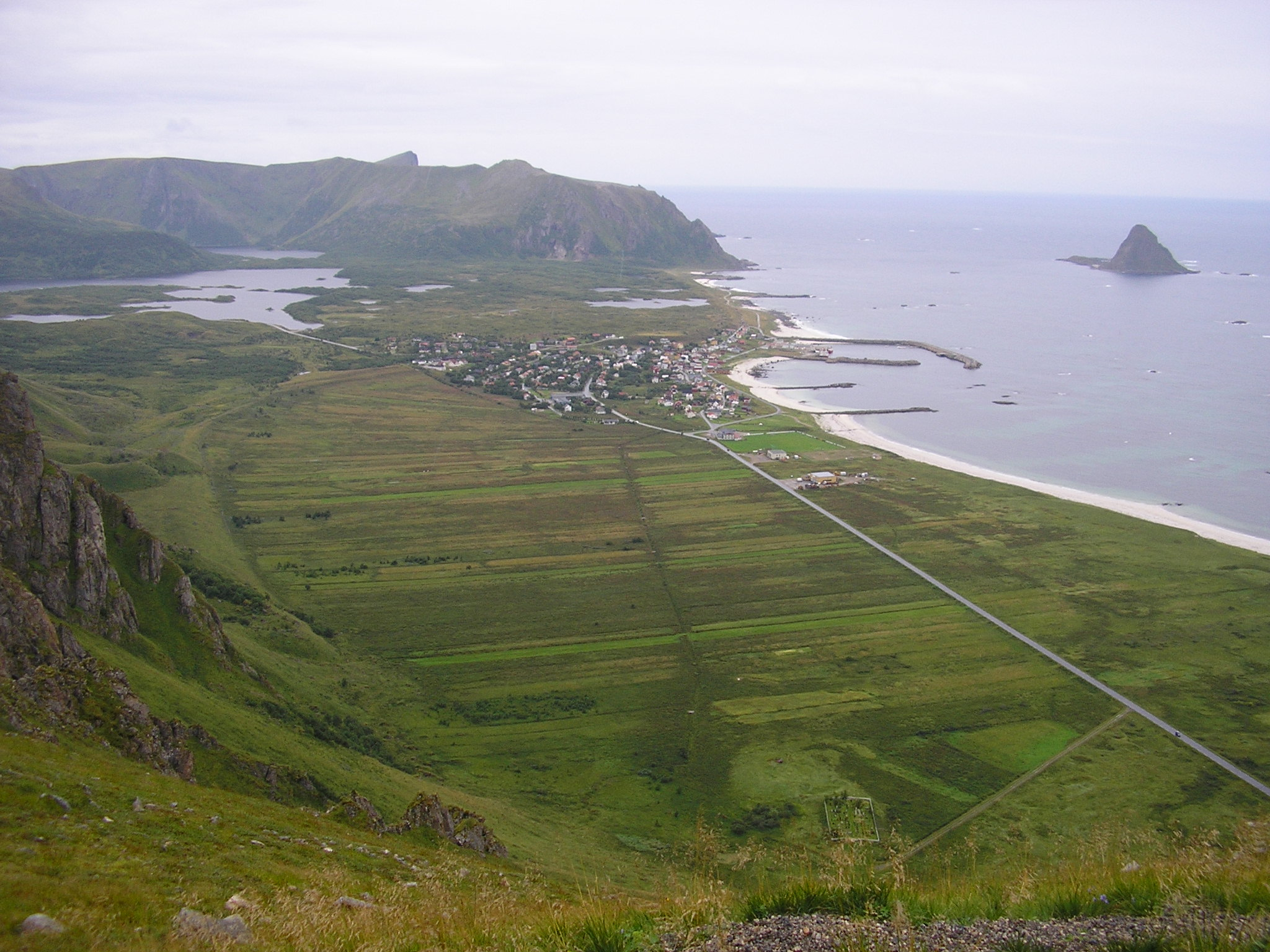
L'île de Bleiksoya devant le village de Bleik
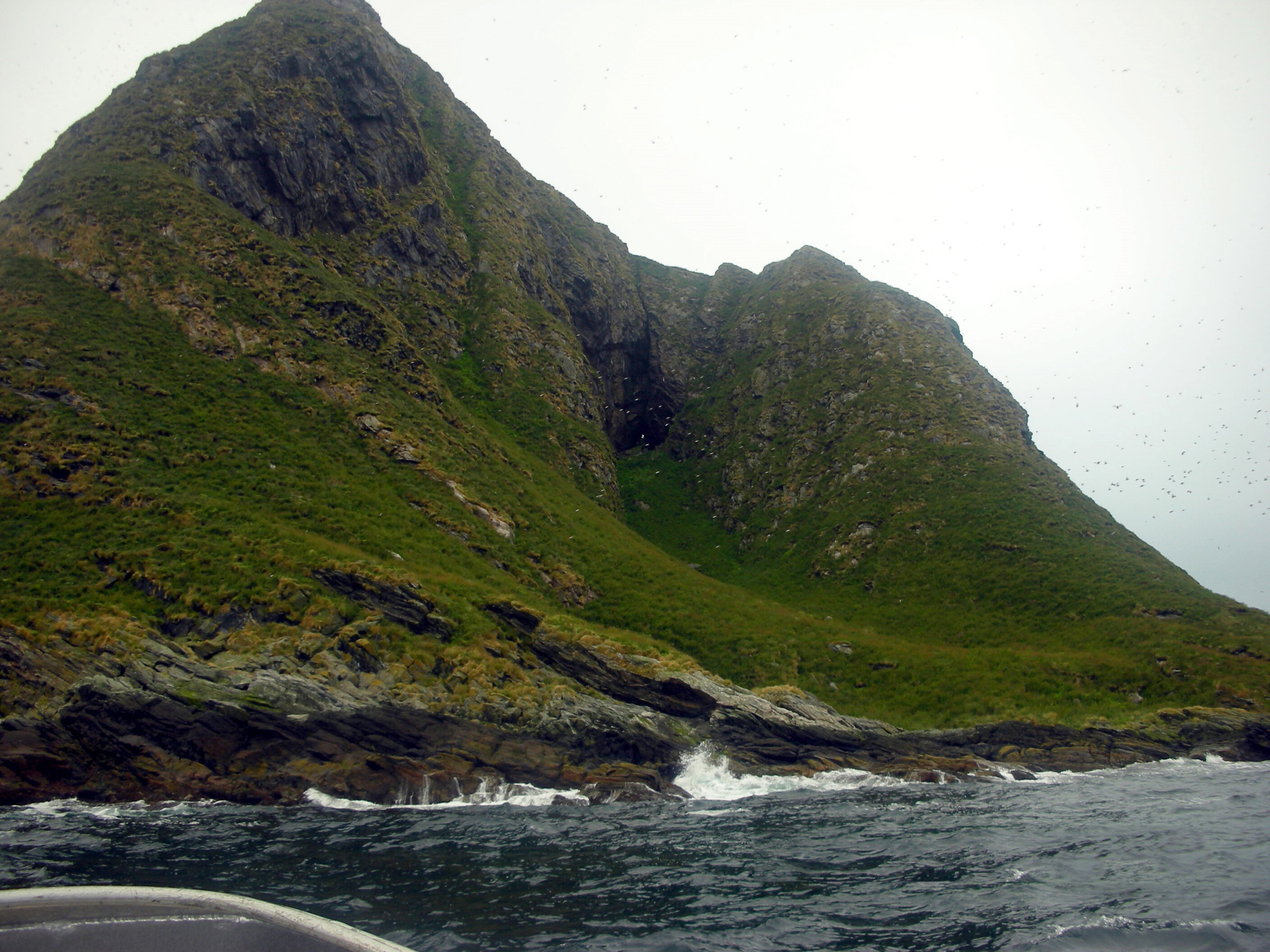
Falaise aux oiseaux